# Bùn đỏ

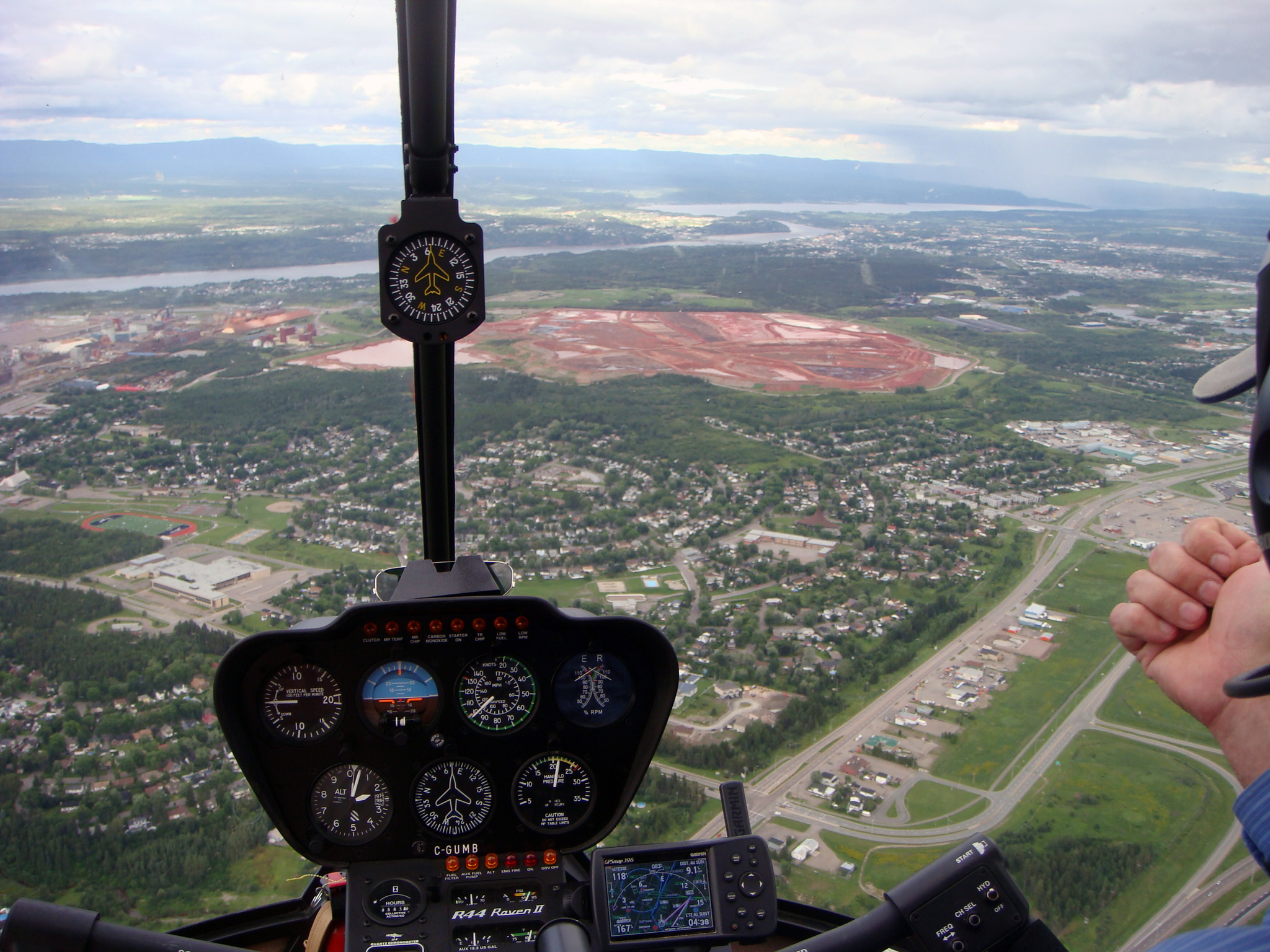
Một ao bùn đỏ gần Arvida, Quebec.

Bùn đỏ là một sản phẩm chất thải của công nghệ Bayer, phương pháp chủ yếu được áp dụng trong quá trình tinh luyện bauxite để sản xuất nhôm. Bùn đỏ là một hỗn hợp các tạp chất rắn và kim loại, và là một trong những vấn đề về chất thải quan trọng nhất của ngành luyện nhôm. Màu đỏ là do hiện nay sắt bị oxy hóa, có thể chiếm đến 60% khối lượng của bùn đỏ.
Bùn đỏ không thể dễ dàng xử lý. Trong hầu hết các quốc gia mà bùn đỏ được tạo ra, nó được bơm vào ao bùn đỏ. Những "ao" chỉ đơn giản là khu vực đầy bùn đỏ. Bùn đỏ là một vấn đề vì nó chiếm diện tích và khu vực đất này không thể dùng cho xây dựng hay làm trang trại ngay khi nó đã khô.
Do quá trình sản xuất bùn có độ pH cao từ 10 đến 13. Một số phương pháp được sử dụng để giảm độ pH cấp để giảm tác động đến môi trường. Người ta đang nghiên cứu để sử dụng thích hợp bùn đỏ cho ứng dụng khác.
Trong tháng 10 năm 2010, khoảng một triệu mét khối bùn đỏ từ một nhà máy alumina ở Hungary đã xả vào các vùng nông thôn xung quanh, làm chết bốn người và làm ô nhiễm một vùng rộng lớn.

## Vấn đề môi trường
Trong cách xử lý truyền thống, bùn đỏ được bơm và để khô tự nhiên vào trong một khu vực khu trú quặng đuôi, được ngăn cách với xung quanh bởi các đập có phủ lớp đất sét. Đập được thiết kế và xây dựng khác nhau theo thời gian với sự ảnh hưởng của những tiến bộ trong công nghệ xây dựng Tuy vậy, việc có mặt một khu vực chứa quặng đuôi như vậy gây ra nhiều nguy cơ đối với môi trường xung quanh (việc quặng đuôi tiếp xúc trực tiếp với môi trường không khí nên phát tán rất xa) và gây khó khăn cho công tác phục hồi môi trường khi mỏ đã kết thúc vận hành (theo quy định của nhiều nước, khu vực này phải được phủ đất và trồng lại cây khi mỏ kết thúc vận hành; nhưng do bùn đỏ có nhiều kim loại nặng rất khó để phủ cây trên khu vực này); đã dẫn đến thay đổi trong thiết kế theo đó các đập được xây dựng theo công nghệ phủ kép, ngoài hai lớp đất sét kẹp bên ngoài còn có phủ lớp vải địa kỹ thuật chống thấm ở giữa; và sự có mặt của hồ thải quặng đuôi có liên thông với hệ thống thủy văn xung quanh; trong đó việc thiết kế đập có tính toán đến số liệu thủy văn và khí hậu để sao cho nước mặt được chứng minh là sẽ chỉ gồm toàn nước mưa (quặng đuôi sẽ chìm xuống dưới đáy hồ) thoát ra ngoài vào thủy vực xung quanh theo cửa tràn và vị trí đặt khu vực thải bùn đỏ cũng được nghiên cứu sao cho được đặt trền nền khu vực có lớp đất sét để tránh ảnh hưởng đến nước ngầm và cũng được lót đáy bằng lớp vải địa kỹ thuật chống thấm. 

Theo phương thức này vừa có thể gia tăng công suất chứa của khu vực quặng đuôi vừa giảm ảnh hưởng đến môi trường xung quanh so với phương thức truyền thống  Tuy nhiên, cách làm này không phải là không vấp phải sự phản đối. Có quan điểm phản đối bất cứ sự khu trú quặng đuôi nào nhất là đối với loại chất thải có chứa nhiều kim loại, dù đã được phủ nước theo cách xử lý mới nhưng vẫn gây ô nhiễm ra môi trường thủy văn xung quanh qua nước thoát theo cửa tràn; hơn nữa đập càng lớn và vị trí càng cao thì tiềm tàng nguy cơ xảy ra sự cố môi trường do vỡ đập càng lớn (khi đó toàn bộ bùn đỏ sẽ tràn ra lưu vực sông) nhất là khi tính toán lượng mưa không chính xác hay trong bối cảnh biến đổi khí hậu toàn cầu (gây gia tăng lượng mưa trong tương lai trong khi số liệu đã quan trắc là ở quá khứ) hay do lý giải rằng các công ty mỏ không quan tâm đến việc đến việc xây dựng mô hình toán học để chứng minh nước tràn sẽ chỉ là nước mưa.
Ngoài phương pháp hồ đập thải quặng đuôi, còn có các phương pháp làm khô quặng đuôi cũng được chứng minh là giúp giảm thiểu tác động tiêu cực đến môi trường.. Ví dụ, như phương pháp làm đặc cứng bùn đỏ bằng cách bổ sung muối amoni có các axit béo thay thế ở vị trí thứ tư (Bằng sáng chế Hoa Kỳ số 4.146.573). Cũng có những đề xuất xử lý bùn đỏ thành những bánh cứng có hàm lượng alumina và các chất độc hại thấp hơn cho phép để đổ thải ra môi trường thân thiện hơn .
Gần đây, trước vấn nạn môi trường của việc khu trú bùn đỏ ngay cả khi đã phủ nước sử dụng công nghệ xây đập và lót đáy kép sử dụng vải địa kỹ thuật, đã có những công trình chứng minh là nếu xử lý bùn đỏ bằng axít clohydric (HCl) sẽ giúp giảm khả năng hấp thu kim loại nặng của bùn đỏ . Hay có nghiên cứu của Virotec International Ltd. (Australia) xem xét việc xử lý bùn đỏ bằng nước biển để chuyển hóa các muối kiềm hòa tan (như hydroxide natri) sang thành các dạng khoáng ít hòa tan hơn (như các hydroxide, các cacbonat và các hydrocacbonat của Ca và Mg) và đồng thời hạ độ pH của bùn đỏ xuống <9. Với các thương phẩm của công nghệ trên có mặt trên thị trường, có tác giả  đã tiến hành một kiểm nghiệm khả năng chảy thấm (leaching) theo quy định của luật pháp Italia và ba thử nghiệm về khả năng độc tố với môi trường sinh thái (Microtox™ test, ASTM microalgae toxicity test và sea urchin embryo toxicity test). Nghiên cứu này trên cơ sở tham chiếu đến quy định luật pháp của Italia cũng cho thấy bùn đỏ có khả năng hấp thu kim loại nặng cao khi sử dụng các sản phẩm trên và sau đó ở độ pH thấp hơn khả năng thải kim loại nặng là thấp. Như vậy, việc sử dụng các thương phẩm theo công nghệ này có thể giúp xử lý bùn đỏ và đồng thời cho phép tái sử dụng nước thải đi cùng với bùn đỏ (đóng góp vào việc sử dụng nước tuần hoàn).
Cũng có đề xuất sử dụng bùn đỏ làm phân bón tạo kiềm trên đất cát nhờ khả năng của bùn đỏ có độ pH cao và khả năng trung hòa axit lớn. Một nghiên cứu  so sánh hiệu ứng tạo kiềm của bùn đỏ với phân bón tạo kiềm truyền thống là vôi (CaCO3) và NaOH cho thấy bùn đỏ chưa có khả năng cạnh tranh với CaCO3 để sử dụng làm chất tạo kiềm. Hơn nữa đối với mỗi một loại bùn đỏ khác nhau thì hiệu ứng tạo kiềm cũng khác nhau.
Như vậy tổng quan từ thực hành khai mỏ trên thế giới cho thấy vấn đề bùn đỏ vẫn là vấn đề nan giải và cùng với các vấn đề môi trường khác đặt ra cho việc khai mỏ bauxit lộ thiên (vấn đề bảo tồn lớp thổ nhưỡng, vấn đề tuần hoàn nước, vấn để ảnh hưởng đến môi trường sinh thái, tác động xã hội đến cư dân bản địa, ảnh hưởng đến nước ngầm và nước mặt, ô nhiễm không khí do bụi, ô nhiễm tiếng ồn, mất cảnh quan, và vấn đề mà khai thác mỏ ở Việt Nam luôn bỏ quên là phục hồi môi trường) đặt ra vấn đề hiệu quả kinh tế vĩ mô của việc khai thác bô xít. Hơn thế, ngay cả khi cho phép khai thác, yêu cầu của pháp luật về phục hồi môi trường tại Việt Nam cũng cần phải được luật và quy định hóa, nhất là đối với khu vực hồ đập thải bùn đỏ: sẽ yêu cầu phải phủ đất và trồng lại cây (sẽ làm giảm hiệu quả kinh tế của khai mỏ) hay chỉ đơn giản chấp nhận việc phủ nước như trong quá trình khai thác (sẽ không hoàn toàn phục hồi môi trường và giờ đây vấn đề ô nhiễm lưu vực sông sẽ không còn được các nhà môi trường mỏ của công ty khai thác quan tâm đến nữa nhưng hiệu quả hơn về mặt kinh tế). Việc hiểu quy định trong Luật Môi trường tại Việt Nam về khái niệm phục hồi môi trường hay hoàn nguyên môi trường theo nghĩa là phục hồi nguyên trạng như trước khi khai thác là hoàn toàn không thực tế với thực hành khai thác và môi trường mỏ. Tại nhiều nước như Australia việc xây hồ đập chứa quặng đuôi thải hoàn toàn không được hoan nghênh và các công ty phải vận chuyển bùn đỏ vào đổ ở sâu trong nội địa trên các sa mạc.